# Tert-ブタンスルフィンアミド
tert-ブタンスルフィンアミド（2-メチル-2プロパンスルフィンアミド、エルマンのスルフィンアミド）は、有機硫黄化合物の1つで、スルフィンアミドの一種である。両鏡像異性体が市販されており、キラル補助基として不斉合成で使用される。アミン合成のためのキラルなアンモニア等価体として利用されることが多い。tert-ブタンスルフィンアミドと関連する合成技法は1997年にジョナサン・A・エルマンらによって発表された。

## 調製
非常に高い光学純度を持つtert-ブタンスルフィンアミドは、安価なジ-tert-ブチルジスルフィドのチオスルフィン酸エステルへのエナンチオ選択的酸化とそれに続くリチウムアミドによるジスルフィドの開裂によって調製することができる。エナンチオ選択的酸化は、3,5-ジ-tert-ブチルサリチルアルデヒドとキラルなアミノインダノールの縮合によって調製されたキラル配位子とバナジルアセチルアセトナートを使うことによって行うことができる。

## エナンチオ選択的アミン合成
ケトンおよびアルデヒドとの縮合により対応するN-tert-ブタンスルフィニルアルドイミンおよびケトイミンが得られる。これらの中間体は他のイミン類よりも加水分解に対してより耐性があるが、求核剤に対してはより反応性がある。求核剤はキラル補助基として機能するtert-ブタンスルフィニル基を持つイミン基に対してジアステレオ選択的に求核付加する。tert-ブタンスルフィニル基は保護基でもある。塩酸処理によってtert-ブタンスルフィニル基は除去され、キラルな1級アンモニウム塩またはアミン、あるいはキラルな2級アミンが得られる。
典型的な求核剤はグリニャール試薬、有機亜鉛化合物、有機リチウム化合物、およびエノラートである。
アミンの不斉合成の中間体としてのキラルなスルフィンイミンもフランクリン・A・デイヴィズによって開発されている。